# Жанаев, Дарма Жанаевич
Дарма Жанаевич Жанаев (22 октября 1907, улус Ходун-Бильчир, Бурятия — 27 апреля 1945, Германия) — начальник инженерной службы 23-й гвардейской мотострелковой Васильковской Краснознамённой бригады (7-го гвардейского танкового корпуса, 3-й гвардейской танковой армии, 1-го Украинского фронта), гвардии капитан, Герой Советского Союза.

## Биография

### До войны
Родился 22 октября 1907 года в улусе Ходун-Бильчир (бур. Худан Бэлшэр) Хоринского района (ныне Кижингинского района) Бурятии в многодетной семье бедного крестьянина-скотовода. Бурят. Рано потерял мать. До 1923 года помогал по хозяйству отцу, а затем работал улусным чабаном и занимался самообразованием. В декабре 1923 года уехал в город Верхнеудинск (ныне Улан-Удэ), на политкурсы. Член ВКП(б) с 1925 года. В 1926 году Хоринский ВКП(б) посылает его в город Иркутск для учёбы.
В августе 1931 года Дарма Жанаев едет в Москву и поступает в Московский институт механизации и электрификации сельского хозяйства (ныне — МИМЭСХ). В декабре 1938 года после окончания института он поступает на авиационный завод в городе Улан-Удэ на должность инженера-электрика. Вскоре был переведён на должность начальника энергобюро отдела главного энергетика, где проработал до начала войны. Когда началась война, несмотря на «бронь», рвался на фронт.

### Великая Отечественная война
В Красной Армии с 1941 года. Участник Великой Отечественной войны с ноября 1941 года.
Начальник инженерной службы 23-й гвардейской мотострелковой Васильковской Краснознаменной бригады (7-й гвардейский танковый корпус, 3-я гвардейская танковая армия, 1-й Украинский фронт) гвардии капитан Дарма Жанаев отличился в боях на берлинском направлении.

### Подвиг
16—25 апреля 1945 года в лесисто-болотистой местности организовал прокладку пути подразделениям бригады. Руководил возведением переправ на реках Нейсе, Шпрее и Тельтов-канале (Германия), обеспечив по ним быструю переброску бригады. Участвовал в разминировании местности и дорог. За время наступления руководил постройкой пяти мостов, укреплением дорог в лесисто-болотистой местности.
25 апреля 1945 года гвардии капитан Дарма Жанаев был тяжело ранен и умер в госпитале 27 апреля. Похоронен в городе Жагань (Польша).
Указом Президиума Верховного Совета СССР от 27 июня 1945 года за образцовое выполнение боевых заданий командования на фронте борьбы с немецко-фашистскими захватчиками был удостоен звания Героя Советского Союза.

## Награды
- Медаль «Золотая Звезда» (27.06.1945)[1][6].
- Орден Ленина (27.06.1945).
- Орден Красного Знамени (14.09.1944)[7].
- Орден Отечественной войны 1-й степени (07.03.1945)[8].
- Орден Отечественной войны 2-й степени (30.06.1944)[9].
- Медаль «За отвагу» (11.08.1942)[10].

## Память
Имя Д. Жанаева носят улица и парк в столице Бурятии — городе Улан-Удэ, Дом пионеров в Хоринске, Хоринская средняя общеобразовательная школа № 1.
Имя Дармы Жанаева высечено на обелиске, посвящённом памяти погибших на фронтах Великой Отечественной войны сотрудников и студентов Иркутского государственного университета.
Герой Советского Союза Д. Ж. Жанаев был зачислен в списки авиационного завода, где он работал и откуда ушёл на фронт.
В селе Хоринск улица Школьная 28 февраля 1962 года была переименована в улицу Жанаева.
В селе Кижинга именем Героя названа улица.